# Friedensplatz (Bonn)

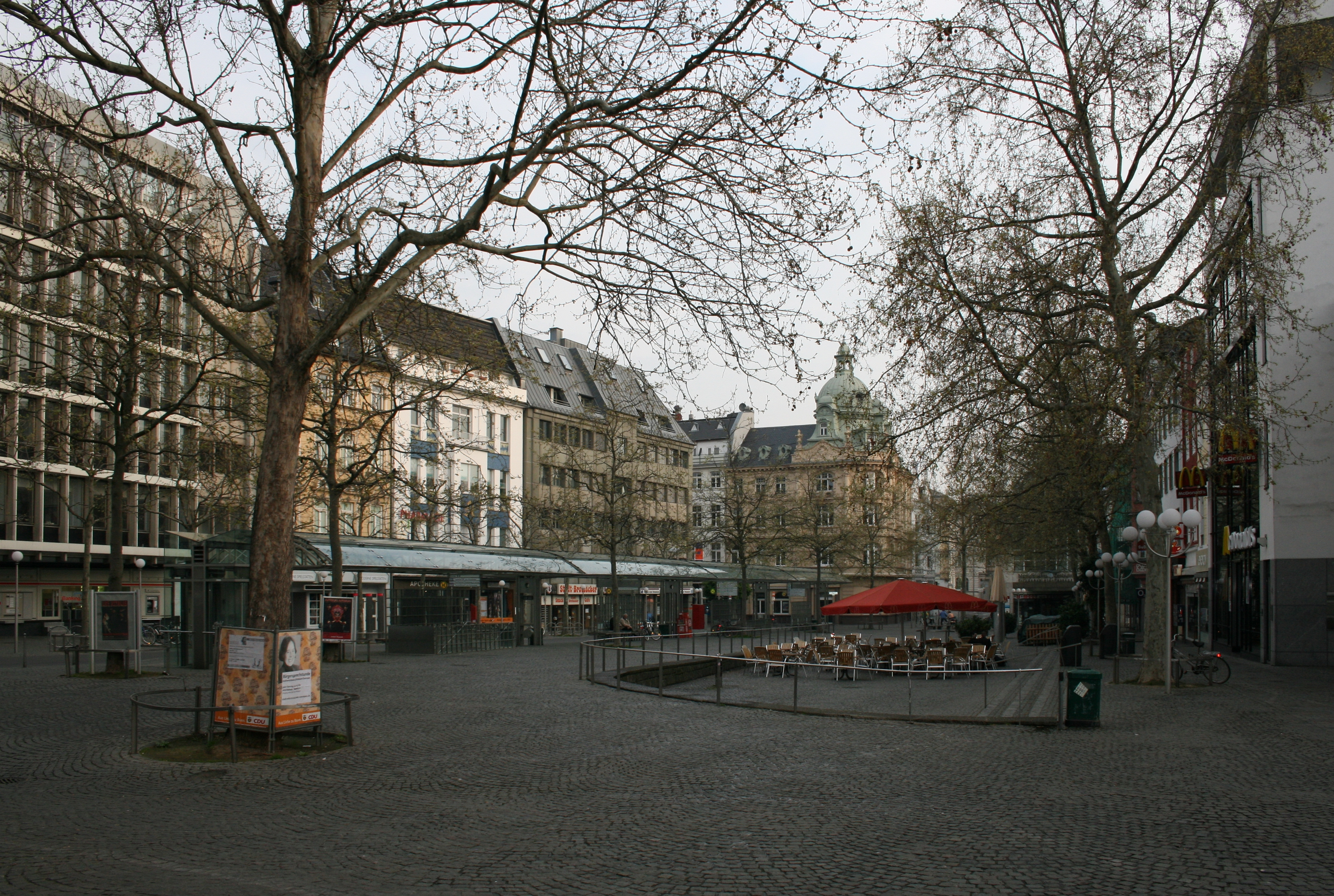
Friedensplatz (2009)

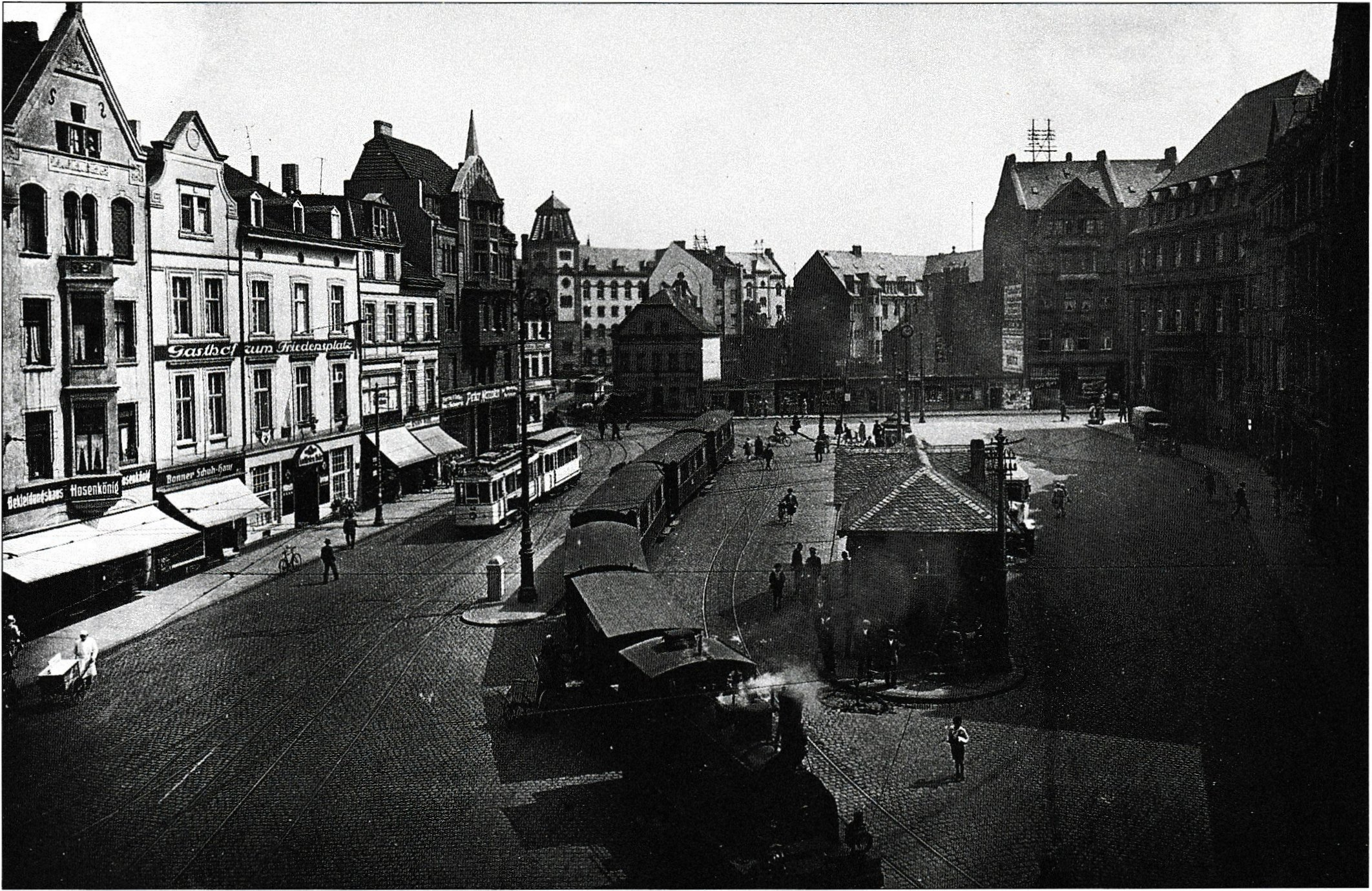
Friedensplatz mit Vorgebirgsbahn (um 1920)

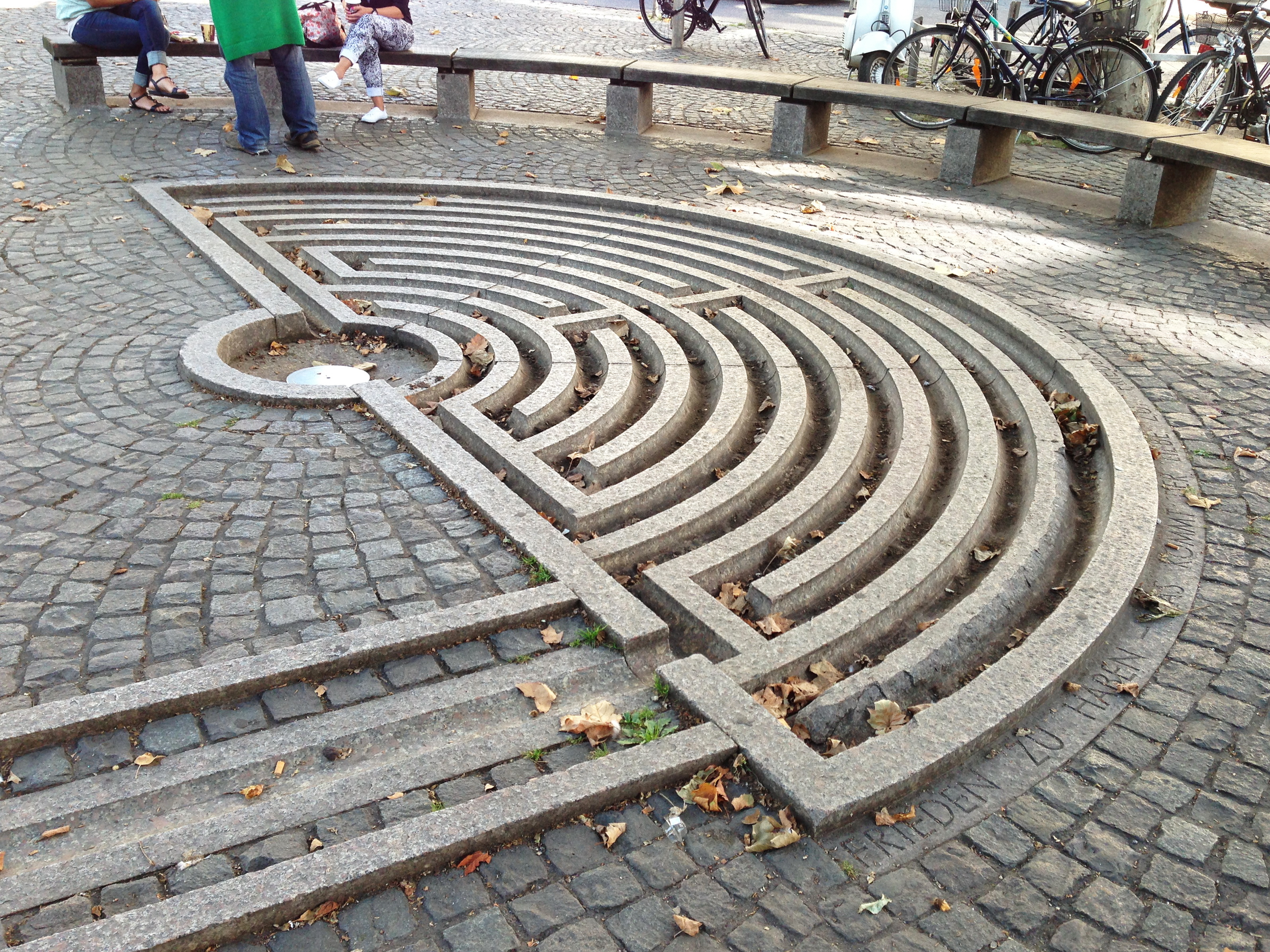
Labyrinthbrunnen

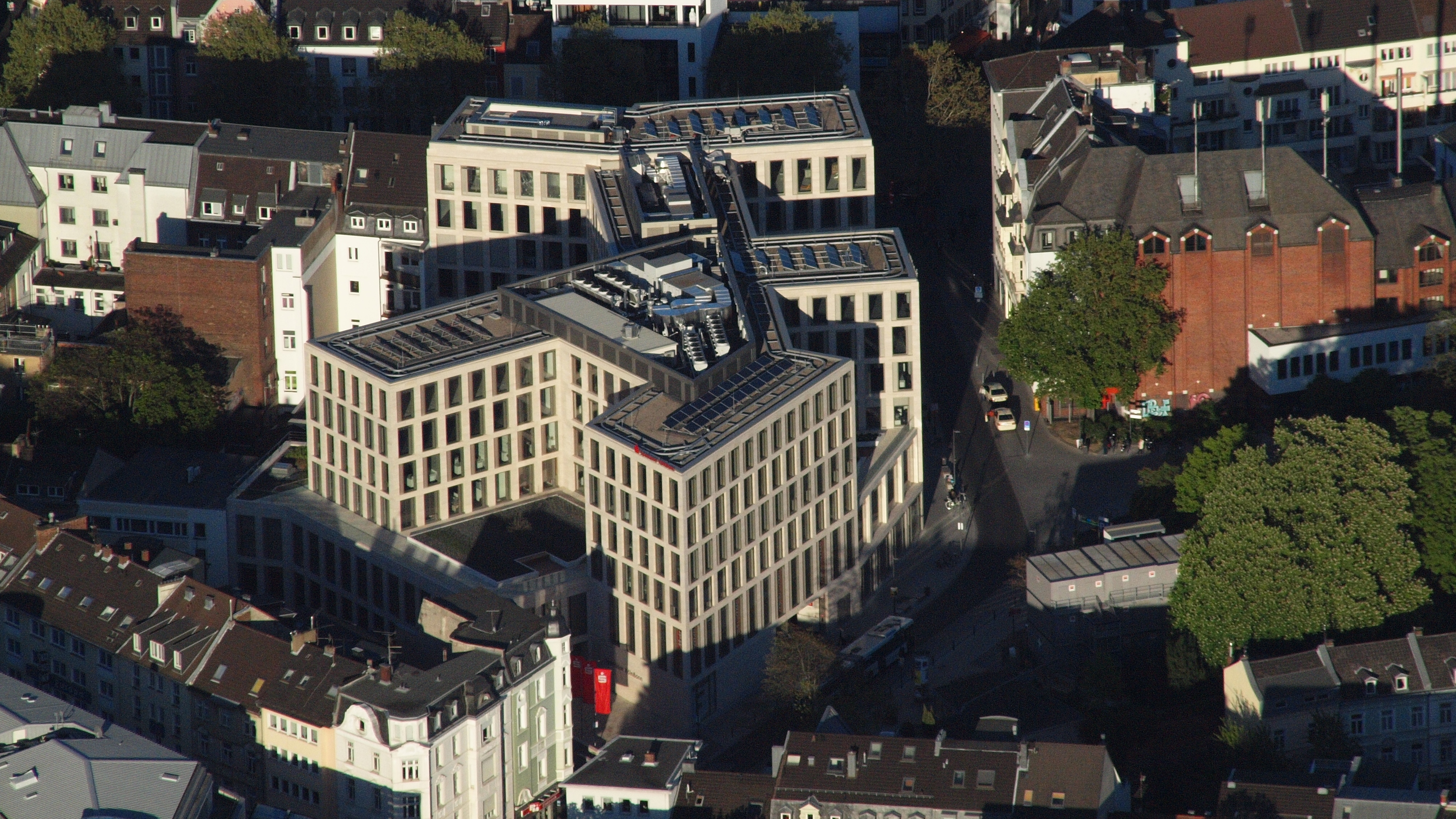
Neubau der Sparkasse KölnBonn (2014)

Der Friedensplatz ist ein Platz in der Bonner Innenstadt. Der Platz lag ursprünglich vor dem Sterntor außerhalb der mittelalterlichen Stadtmauer und war Standort des Viehmarkts. Nach Abriss des Sterntors wurde der Platz von 1899 bis 1922 Friedrichsplatz genannt, sodann erstmals Friedensplatz und während der Zeit des Nationalsozialismus (1933–1945) Adolf-Hitler-Platz. Ab 1945 erhielt er erneut den Namen Friedensplatz.
Von 1897 bis 1929 befand sich mitten auf dem Platz der Bahnhof Bonn Viehmarkt (ab 1899 Bonn Friedrichsplatz und ab 1922 Bonn Friedensplatz) als Endpunkt der schmalspurigen Vorgebirgsbahn. Ab 1906 entwickelte er sich zum Knotenpunkt im Straßenbahnnetz und war ab 1911  auch eine Haltestelle der Siebengebirgsbahn, wobei deren Vorfahrt durch einen Verkehrsposten geregelt wurde. Seit 1913 befand sich am Friedensplatz die Hauptstelle der Städtischen Sparkasse zu Bonn. Kurz vor Ende des Ersten Weltkriegs wurde der Platz am 31. Oktober 1918 bei einem britischen Luftangriff von einer Bombe getroffen, die 16 Menschen tötete und erhebliche Sachschäden an umliegenden Häusern verursachte. Das Sparkassengebäude diente nach dem Zweiten Weltkrieg bis 1949 als lokales Hauptquartier der britischen Militärregierung und (kurzzeitig) Hochkommission. 1955 wurde es für einen Neubau der Städtischen Sparkasse zu Bonn nach einem Entwurf Ernst van Dorps abgerissen, der 1959 fertiggestellt wurde. Ab 1960 war in diesem Gebäude ein Teil des Bundesministeriums für Verkehr ansässig. Ab 1967 fuhr die Siebengebirgsbahn den Friedensplatz aufgrund einer veränderten Linienführung nicht mehr an. Aufgrund der Erweiterung der Fußgängerzone wurde auch die innerstädtische Straßenbahn 1974 von dem nunmehr an ihrem Rand (selbst noch außerhalb) gelegenen Platz in die Thomas-Mann-Straße verlegt. Er behielt als Bushaltestelle jedoch eine gewisse Bedeutung für den Nahverkehr.
Ab 1986/87 wurde der Friedensplatz nach Plänen von Joachim Schürmann vollständig umgestaltet und in die Fußgängerzone einbezogen, wobei auch eine öffentliche Tiefgarage in Verlängerung der „City-Garage“ und ein Geschäftshaus mit Ladenpassage zur Oxfordstraße („Friedensplatz-Passage“) entstanden. Die Fertigstellung erfolgte im Frühjahr 1989; der von Schürmann für den Platz entworfene Labyrinthbrunnen wurde am 17. April 1989 in Betrieb genommen. Seit Abschluss der Platzumgestaltung ist die Bushaltestelle auf dem Friedensplatz als einzige nach Art eines Busbahnhofs ausgebaute direkt an die Fußgängerzone angebunden. 2010 kam es zum Abriss des Sparkassengebäudes, das an gleicher Stelle bis Anfang 2014 neuerrichtet wurde.

## Baudenkmäler
Ältestes erhaltenes Gebäude an dem Platz ist das ehemalige Gasthaus „Zum goldenen Hirsch“ (Friedensplatz 2), das um 1840 errichtet wurde und dessen 1900–02 umgebaute Giebelseite zur Sternstraße hin liegt. Die Nordseite des Friedensplatzes prägt als Eckbebauung zur Sterntorbrücke das ehemalige „Hotel Central“ (Wilhelmstraße 1) mit seinem markanten Kuppelaufsatz, das 1897 nach Plänen des Architekten Johann Schwister entstand. Beide Gebäude stehen ebenso wie das 1901/02 errichtete Wohn- und Geschäftshaus Friedensplatz 12 (Architekt: Karl Thoma) als Baudenkmäler unter Denkmalschutz.

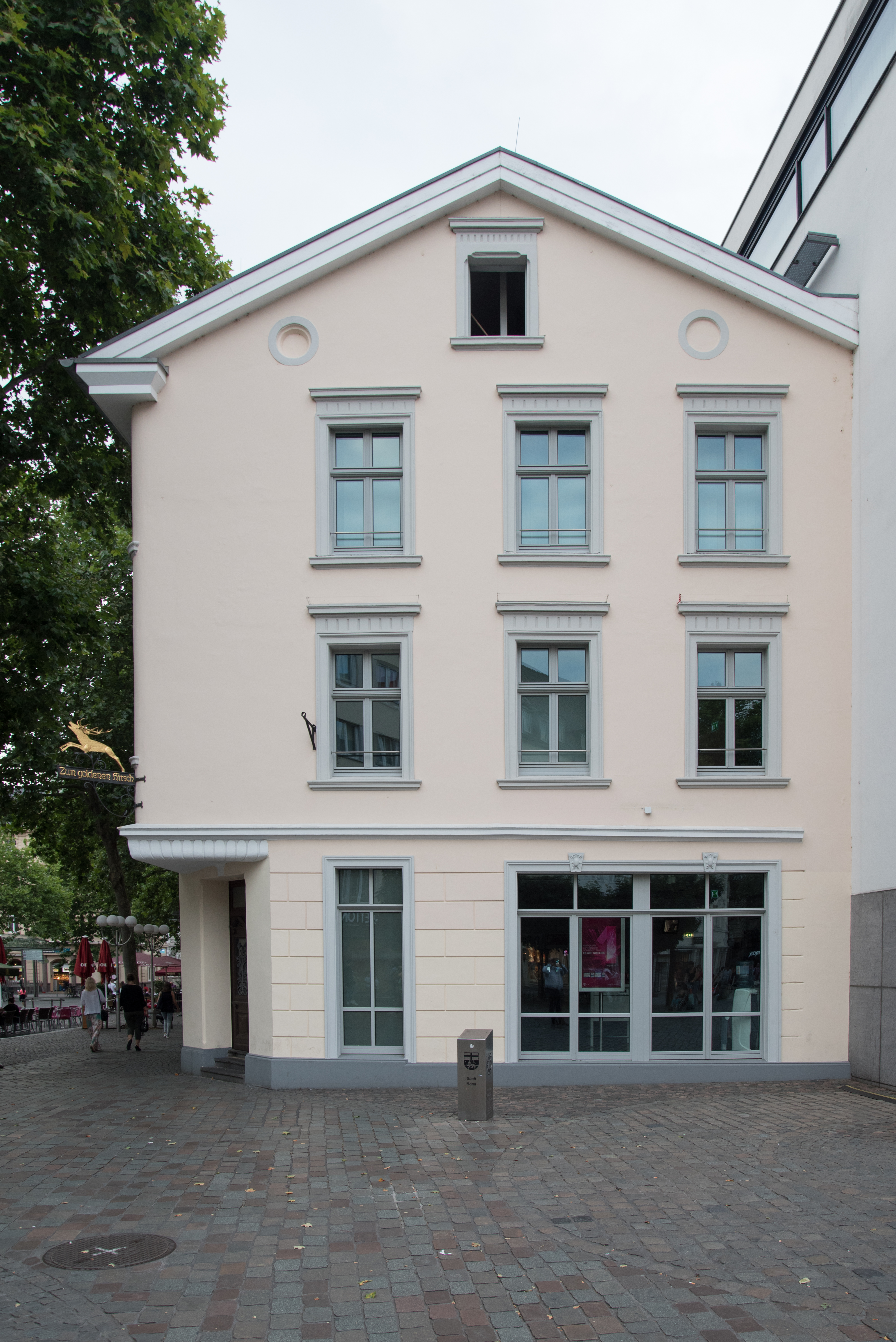
Ehemaliges Gasthaus „Zum goldenen Hirsch“
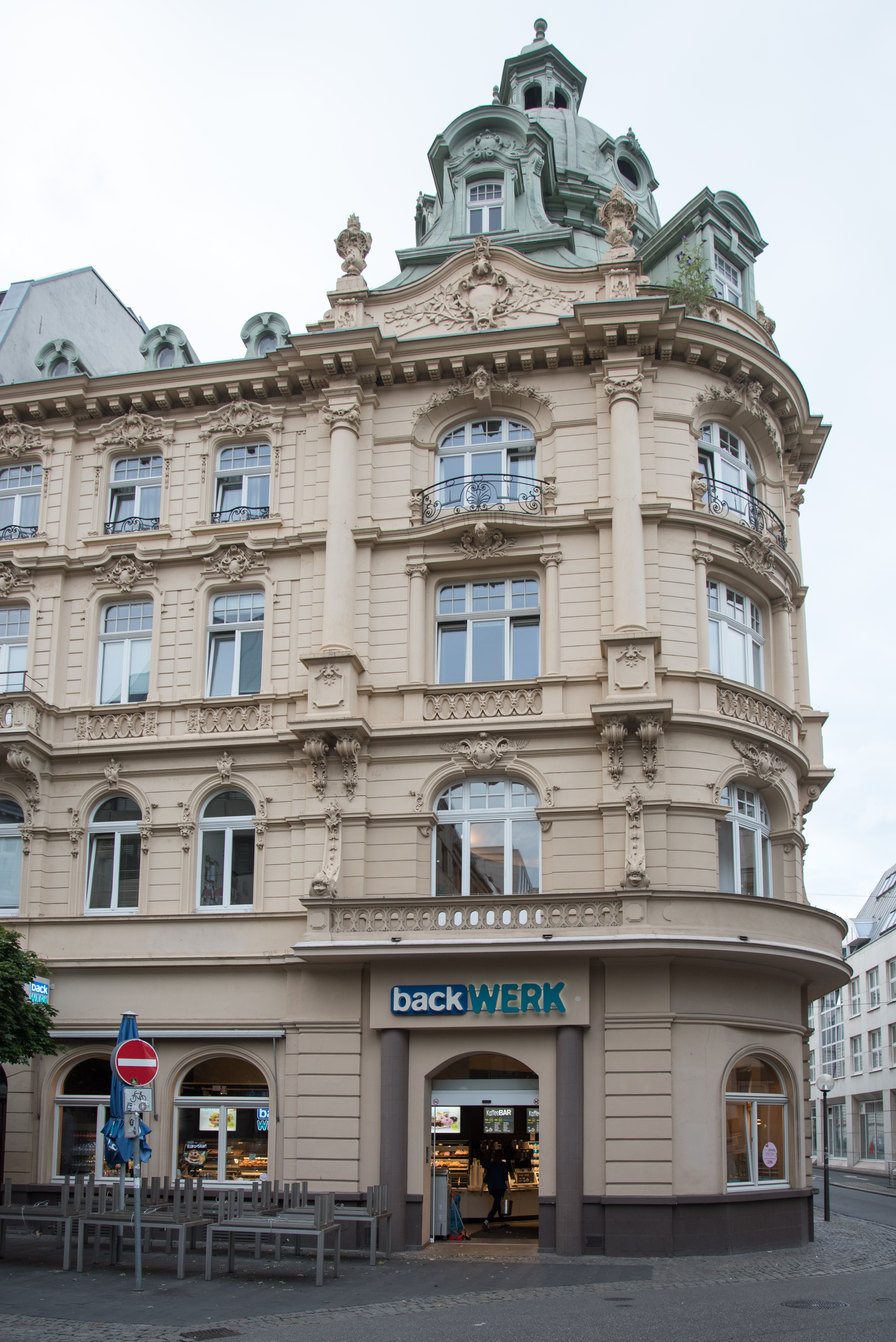
Ehemaliges „Hotel Central“
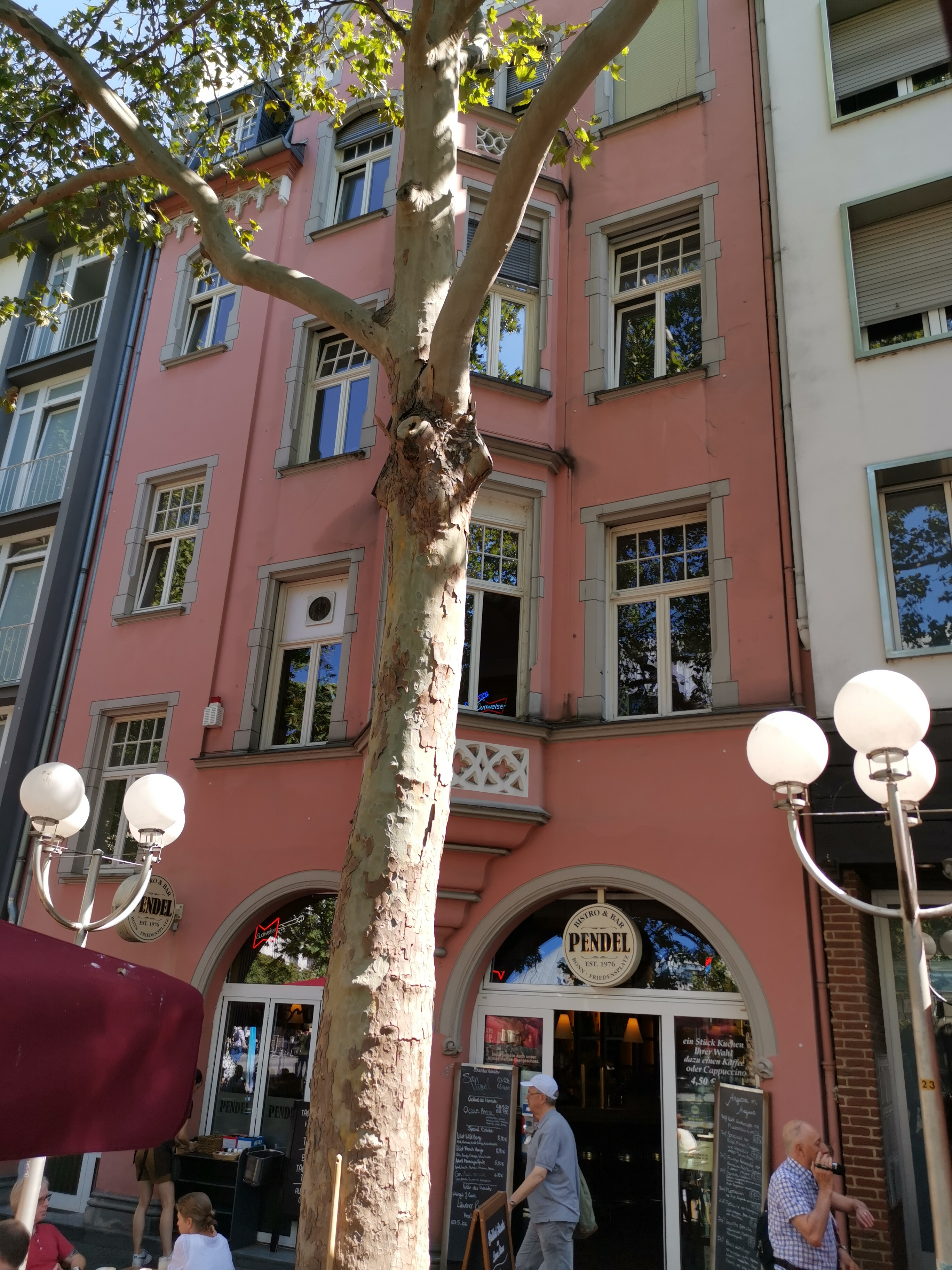
Wohn- und Geschäftshaus Friedensplatz 12